# Kiss and Make Up
"Kiss and Make Up" là một bài hát của nữ ca sĩ người Anh Dua Lipa và nhóm nhạc nữ Hàn Quốc Blackpink từ bản phát hành lại Dua Lipa: Complete Edition (2018) của album phòng thu đầu tay cùng tên của Lipa. Bài hát được viết bởi Lipa, Chelcee Grimes, Yannick Rastogi, Zacharie Raymond, Mathieu Jomphe-Lepine, Marc Vincent và Teddy Park, phần sản xuất do Banx & Ranx đảm nhận. Bài hát được phát hành thông qua Warner Records như là đĩa đơn quảng bá thứ hai từ bản album phát hành lại ngày 19 tháng 10 năm 2018.
"Kiss and Make Up" là một ca khúc nhạc dance, electropop và reggaeton với yếu tố nhạc tropical và nhạc dance điện tử. Về mặt ca từ, bài hát nói về việc sử dụng tình cảm thể xác thay cho lời nói để giải quyết một cuộc tranh cãi giữa hai người yêu nhau. Một số nhà phê bình âm nhạc đã khen ngợi sự tương thích trong giọng hát của hai nghệ sĩ bằng cả tiếng Hàn và tiếng Anh. Bài hát trở nên thành công về mặt thương mại, lọt vào top 40 của 19 quốc gia bao gồm cả đứng đầu bảng xếp hạng ở Malaysia và Singapore. Ngoài ra, bài hát đạt vị trí thứ 36 trên UK Singles Chart và vị trí thứ 75 trên Bảng xếp hạng nhạc số Gaon của Hàn Quốc. Bài hát đã được chứng nhận bạch kim ở Úc, vàng ở Ý và Bồ Đào Nha, và bạc ở Vương quốc Anh.
"Kiss and Make Up" đã được đưa vào set list của In Your Area World Tour của Balckpink(2018–2020). Bản  pop-funk remix của bài hát xuất hiện trong album remix Club Future Nostalgia (2020) của Lipa và The Bless Madonna, có chứa các phần từ "Rise" (1979) của Herb Alpert.

## Viết và sản xuất
"Kiss and Make Up" được viết bởi Dua Lipa, Chelcee Grimes, Mathieu Jomphe-Lepine, Marc Vincent, Teddy Park, Yannick Rastogi và Zacharie Raymond, được sản xuất bởi hai người sau cùng Banx & Ranx. Ban đầu bài hát được viết khoảng một năm rưỡi trước khi được phát hành như một bài hát solo cho Lipa; bài hát không phù hợp với album của cô vào thời điểm đó và cô muốn nó là một sự hợp tác, cuối cùng cô đã loại bỏ bài hát khỏi album đầu tay của mình năm 2017. Sau khi phát hành album, Grimes đã giới thiệu bài hát cho các ca sĩ khác bao gồm Demi Lovato, Britney Spears, và Miley Cyrus nhưng tất cả đều từ chối vì cho rằng lời bài hát quá non nớt.
Vào ngày 6 tháng 5 năm 2018, Lipa biểu diễn concert tại Seoul trong khuôn khổ Self-Titled Tour, có sự tham gia của Jennie và Lisa của Blackpink. Lipa nhớ lại đã có một "vụ nổ tuyệt đối" với họ. Lipa nghĩ rằng "Kiss and Make Up" sẽ rất tuyệt khi hợp tác với Blackpink. Lipa sau đó đã gửi cho Blackpink bài hát và yêu cầu feature với họ, Blackpink đã chấp nhận nó. Blackpink vào phòng thu và dịch lời bài hát sang tiếng Hàn. Bài hát được thu âm tại Rollover Studio ở Vương quốc Anh và giọng hát được thu âm tại TaP Studio ở London. Phần mixing được xử lí bởi Jamie Snell tại The Hamilton ở Cheam và phần mastering được hoàn thành bởi Chris Gehringer tại Sterling Sound ở Thành phố New York.
Sau khi phát hành album phòng thu thứ hai Future Nostalgia vào tháng Ba năm 2020, Lipa dự định tạo một mixtape với các bản phối lại của các bài hát trong đĩa hát. Cô đã tranh thủ sự giúp đỡ của The Blessed Madonna để tạo ra remix album cuối cùng Club Future Nostalgia (2020). Lipa muốn bằng cách nào đó bao gồm một số lần hợp tác trong quá khứ của cô và The Blessed Madonna muốn giới thiệu đến khán giả trẻ hơn về âm nhạc của nghệ sĩ kèn trumpet người Mỹ Herb Alpert bằng cách tạo ra một phiên bản mở rộng của một trong những bài hát của ông. Cô đã hát "Kiss and Make Up" và một phần "Rise" (1979) của Alpert để tạo ra một bản phối lại. The Blessed Madonna nghĩ rằng hai bài hát là "totally in key" và "a perfect fit." Andy Armer và Randy Alpert được đưa vào credit của bản phối do các phần của "Rise" được sử dụng.

## Nhạc và lời
Về mặt âm nhạc, "Kiss and Make Up" là một bài hát dance, electropop và reggaeton có tiết tấu, với các yếu tố tropical music và EDM. Bài hát được sáng tác với khóa biểu có số chỉ nhịp 4
4 và điệu tính Mi giáng trưởng, nhịp độ 100 nhịp mỗi phút và tiến trình hợp âm là Cm–A♭–E♭–B♭/Gm. Bài hát có độ dài 3 phút và 9 giây, có phần sản xuất bằng gậy và sợi đốt, bao gồm bass synths, một bộ nhạc cụ gõ lách cách và một bouncing backbeat. Cấu trúc bao gồm một đoạn giới thiệu vocoder, một đoạn hook đầu những năm 2010 và một đoạn điệp khúc nhịp nhàng.
Lipa bắt đầu bài hát, trước khi Jennie rap ở câu thứ hai, trong khi Rosé xử lý phần trước đoạn điệp khúc. Giọng hát của Lipa và Blackpink trải dài từ G3 đến C5, hát những ca từ tán tỉnh và quyết đoán bằng cả tiếng Anh và tiếng Hàn. Về mặt ca từ, ca khúc tạo ra một cốt truyện về việc sử dụng tình cảm thể xác thay vì lời nói để giải quyết các vấn đề giữa hai người yêu nhau. Về mặt âm nhạc, bản remix "Kiss and Make Up" của Club Future Nostalgia là một bản nhạc pop-funk "rubbery" thể hiện sự tôn kính cội nguồn nhạc đương đại đô thị của văn hóa remix, sử dụng các phần từ "Rise" của Herb Alpert, bao gồm cả guitar bass. Nó được so sánh với bài hát năm 1989 của Madonna "Express Yourself".

## Phát hành và quảng bá
"Kiss and Make Up" lần đầu được giới thiệu trong video âm nhạc cho đĩa đơn "Blow Your Mind (Mwah)" năm 2016 của Lipa, tiêu đề của nó xuất hiện trên một tấm biển mà một trong những người bạn của Lipa cầm trong cuộc diễu hành tự hào. Lipa thông báo phát hành bài hát ngày 4 tháng 9 năm 2018. Bài hát được phát hành để tải nhạc và phát trực tuyến vào ngày 9 tháng 10 năm 2018 như một đĩa đơn quảng bá thứ hai từ album phát hành lại đầu tay của Lipa Dua Lipa: Complete Edition. Cùng ngày, nó được phát hành dưới dạng bài hát thứ ba của đĩa thứ hai của album phát hành lại. Bài hát được đưa vào danh sách các bài hát của In Your Area World Tour của Blackpink, là bài hát thứ 11 được trình diễn. Khi Lipa vắng mặt, Rosé và Jisoo đã hát phần của cô. Tại buổi biểu diễn Trung tâm Prudential vào ngày 1 tháng 5 năm 2019 ở Newark, New Jersey, Lipa và Blackpink cùng nhau biểu diễn bài hát. Bản remix lại của bài hát nằm trong album remix Club Future Nostalgia của Lipa và The Bless Madonna là ca khúc thứ mười lăm, được phát hành vào ngày 28 tháng 8 năm 2020. Nó được đi kèm với một trình hiển thị hoạt hình kết hợp phát trực tiếp một người đàn ông nấm đang nhảy múa trên ghế.

## Hiệu suất thương mại
"Kiss and Make Up" ra mắt ở vị trí thứ 36 trên UK Singles Chart số ra ngày 26 tháng 10 năm 2018, trụ tổng cộng 12 tuần trên bảng xếp hạng. Điều này khiến Blackpink trở thành nhóm nhạc nữ K-pop đầu tiên lọt vào Top 40 trên bảng xếp hạng. Tính đến tháng 4 năm 2019, bản nhạc đã đạt 20,4 triệu lượt phát trực tuyến ở Vương quốc Anh. Vào tháng 9 năm 2019, bài hát đã được trao chứng nhận bạc tại quốc gia này bởi British Phonographic Industry (BPI) cho doanh số tương đương với ca khúc là 200.000 bản. Bài hát đã dành hai tuần trên [[ARIA Charts|ARIA Singles Chart], đạt vị trí thứ 33 trong tuần đầu tiên. Bài hát hiện đang nắm giữ chứng nhận bạch kim tại Úc bởi Hiệp hội Công nghiệp ghi âm Úc (ARIA) vì đã bán được 70.000 đơn vị tương đương bản nhạc. Tại châu Á, bài hát đạt vị trí thứ 90 trên  Japan Hot 100, và lọt vào Bảng xếp hạng nhạc số Gaon của Hàn Quốc, đạt vị trí cao nhất ở vị trí 75.
"Kiss and Make Up" đã dành một tuần trên Billboard Hot 100 của Hoa Kỳ ở vị trí thứ 93, trở thành mục thứ hai của Blackpink và thứ bảy của Lipa trên bảng xếp hạng, với doanh thu tuần đầu tiên là 11.000 lượt tải xuống và bảy triệu lượt phát trực tuyến theo yêu cầu. Bài hát cũng lọt vào top 40 bảng xếp hạng ở Áo, Cộng hòa Séc, Estonia, Phần Lan, Hy Lạp, Hungary, Ireland, New Zealand, Ba Lan, Bồ Đào Nha, Romania, Scotland, Slovakia, Thụy Điển và Thụy Sĩ, cũng như đứng đầu tại Malaysia và Singapore. Bài hát cũng đã được trao chứng nhận vàng tương ứng ở Ý và Bồ Đào Nha bởi Liên đoàn Công nghiệp âm nhạc Ý (FIMI) và Associação Fonográfica Portuguesa (AFP), cho doanh số tương đương với ca khúc tương ứng là 25.000 và 5.000 đơn vị.

## Thành phần đội ngũ
- Dua Lipa –  hát chính
- Blackpink –  hát chính
  - Jennie Kim –  hát chính
  - Jisoo Kim –  hát chính
  - Lalisa Manoban –  hát chính
  - Roseanne Park –  hát chính
- Chelcee Grimes –  hát đệm
- Banx & Ranx –  sản xuất
  - Yannick Rastogi –  trống, bass, synths, keys, programming
  - Zacharie Raymond –  drums, bass, synths, keys, programming
- Yong In Choi –  kĩ thuật
- Jamie Snell –  mixing
- Chris Gehringer –  mastering

## Các bảng xếp hạng
| Bảng xếp hạng (2018–2020)              | Vị trí cao nhất |
| -------------------------------------- | --------------- |
| Úc (ARIA)                              | 33              |
| Áo (Ö3 Austria Top 40)                 | 34              |
| Bỉ (Ultratip Flanders)                 | 4               |
| Bỉ (Ultratip Wallonia)                 | 16              |
| Canada (Canadian Hot 100)              | 44              |
| CIS (Tophit)                           | 21              |
| Croatia (HRT)                          | 90              |
| Cộng hòa Séc (Singles Digitál Top 100) | 27              |
| Estonia (Eestii Tipp-40)               | 15              |
| Phần Lan (Suomen virallinen lista)     | 15              |
| Pháp (SNEP)                            | 65              |
| Đức (GfK)                              | 48              |
| Greece (IFPI)                          | 6               |
| Hungary (Single Top 40)                | 26              |
| Hungary (Stream Top 40)                | 9               |
| Ireland (IRMA)                         | 15              |
| Ý (FIMI)                               | 91              |
| Nhật Bản (Japan Hot 100)               | 90              |
| Malaysia (RIM)                         | 1               |
| Hà Lan (Single Top 100)                | 48              |
| New Zealand (Recorded Music NZ)        | 32              |
| Ba Lan (Polish Airplay Top 100)        | 10              |
| Bồ Đào Nha (AFP)                       | 29              |
| Romania (Airplay 100)                  | 22              |
| Nga Airplay (Tophit)                   | 26              |
| Scotland (OCC)                         | 30              |
| Singapore (RIAS)                       | 1               |
| Slovakia (Rádio Top 100)               | 33              |
| Slovakia (Singles Digitál Top 100)     | 20              |
| South Korea (Gaon)                     | 75              |
| Tây Ban Nha (PROMUSICAE)               | 12              |
| Thụy Điển (Sverigetopplistan)          | 32              |
| Thụy Sĩ (Schweizer Hitparade)          | 45              |
| Anh Quốc (OCC)                         | 36              |
| Ukraina Airplay (Tophit)               | 62              |
| Hoa Kỳ Billboard Hot 100               | 93              |
| Venezuela Anglo (Record Report)        | 55              |

| Bảng xếp hạng (2019)    | Vị trí |
| ----------------------- | ------ |
| CIS (Tophit)            | 84     |
| Poland (ZPAV)           | 80     |
| Romania (Airplay 100)   | 55     |
| Russia Airplay (Tophit) | 99     |

## Chứng nhận
| Quốc gia                                                    | Chứng nhận | Số đơn vị/doanh số chứng nhận |
| ----------------------------------------------------------- | ---------- | ----------------------------- |
| Úc (ARIA)                                                   | Bạch kim   | 70.000‡                       |
| Ý (FIMI)                                                    | Vàng       | 25.000‡                       |
| Ba Lan (ZPAV)                                               | Bạch kim   | 50.000‡                       |
| Bồ Đào Nha (AFP)                                            | Vàng       | 5.000‡                        |
| Anh Quốc (BPI)                                              | Bạc        | 200.000‡                      |
| ‡ Chứng nhận dựa theo doanh số tiêu thụ và phát trực tuyến. |            |                               |

## Lịch sử phát hành
| Khu vực   | Ngày                 | Định dạng                  | Hãng         | Ng.    |
| --------- | -------------------- | -------------------------- | ------------ | ------ |
| Nhiều nơi | 19 tháng 10 năm 2018 | Digital download streaming | Warner Bros. | [ 23 ] |